# ホルヘ・ロレンソ
ホルヘ・ロレンソ・ゲレーロ（Jorge Lorenzo Guerrero, 1987年5月4日 - ）は、スペイン・バレアレス諸島のパルマ・デ・マヨルカ出身の元オートバイレーサー。2006年、2007年のロードレース世界選手権250ccクラスチャンピオン、2010年、2012年および2015年MotoGPクラスチャンピオン。

## ロードレースでの経歴

### 125ccおよび250cc
2002年、デルビチームからロードレース世界選手権125ccクラスにデビューした。シーズン開幕当初はロレンソはまだ14歳であったため出場できず、15歳の誕生日を迎えた第3戦スペインGPの土曜日のセッションから参戦を開始。史上最年少の15歳と1日で決勝レースデビューを果たした。
2003年ブラジルGPで初優勝。2004年には同世代のアンドレア・ドヴィツィオーゾ、エクトル・バルベラといった若手ライダーのライバルとランキング争いを見せ、年間ランキング4位を獲得した。
2005年、125cc時代のライバルだったバルベラとともに250ccの有力チーム、フォルトゥナ・ホンダに移籍しステップアップ。優勝こそ無かったもののランキング5位とまずまずの成績を残した。
母国のスポンサーはそのままに、250ccで圧倒的強さを誇るアプリリアワークスチームからの参戦となった2006年、ロレンソは開幕戦から連勝を重ね8勝。他の追随を許さないシーズン運びで19歳にして初の世界チャンピオンに輝いた。
2007年もアプリリアに残留し年間9勝、シーズンを支配してクラス2連覇を遂げた。第13戦のミサノで250ccにおける通算16勝目を挙げ、ダニ・ペドロサやシト・ポンスを超えてスペイン人ライダーとして中量級における最多勝となる。

### MotoGP
ヤマハとの翌シーズンからのMotoGPクラスにステップアップするための数度の交渉の後、2007年7月25日にバレンティーノ・ロッシのチームメイトとして2008年から2年間の契約が発表された。

#### 2008

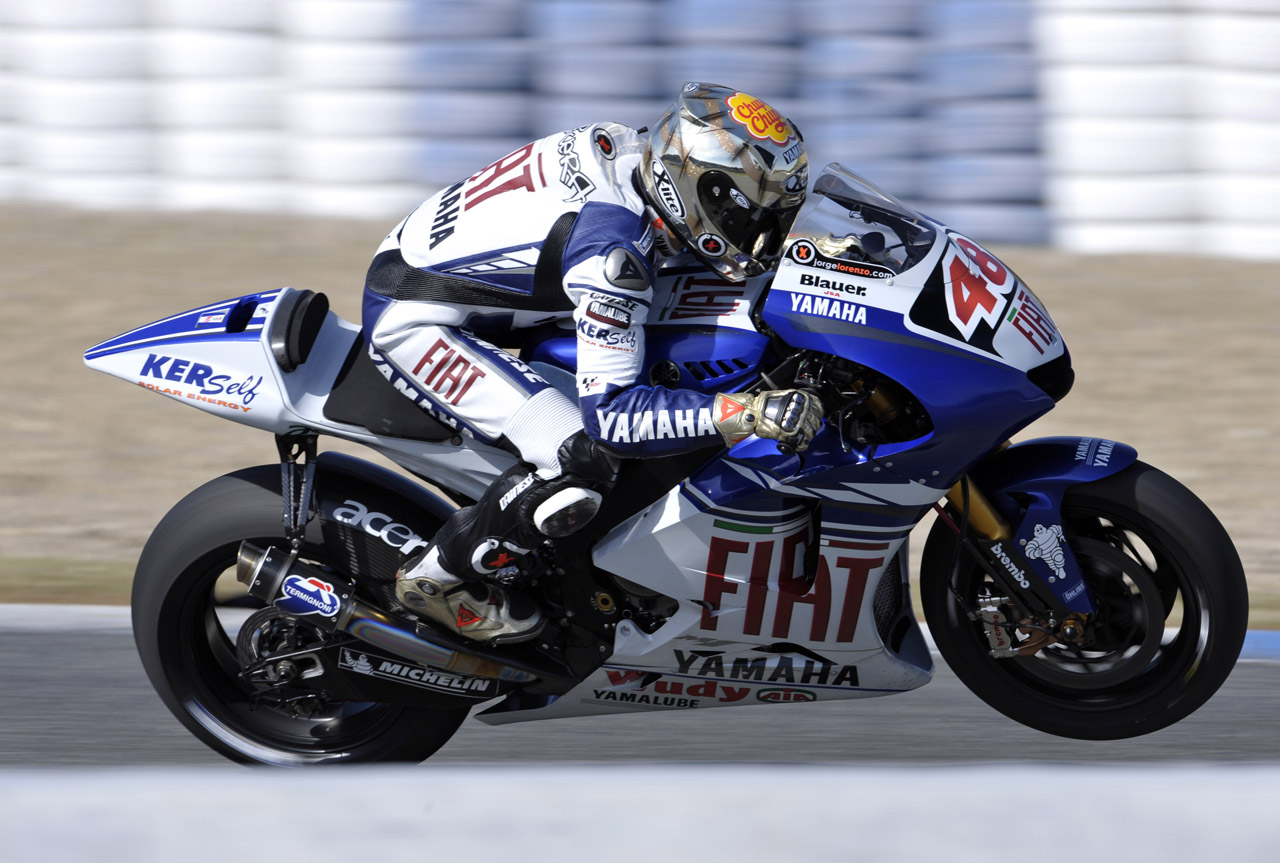
ヘレス・サーキットでのプレシーズンテスト。

2年連続250ccチャンピオンとしてヤマハワークス入りしたロレンソは、2008年のMotoGPデビュー戦・カタールGPでポールポジションを獲得、決勝でも2位を獲得する。その後も第3戦ポルトガルGPまで3戦連続でポールを獲得すると、決勝でMotoGPクラス初勝利を挙げる。この勝利で彼は最上位クラスで3戦目にして初めて表彰台に上った最も若いライダーとなった。そして、1日で因縁のライバルであるダニ・ペドロサから記録を奪取した。
チャンピオンシップのこの時期まで、ロレンソはペドロサと同じ位置にいた。しかし2008年5月1日、中国GP初日フリー走行で転倒、マシンから投げ出され両足くるぶしを骨折した。しかしながら決勝には強行出場し、4位を獲得するという離れ業を見せた。2週間後のフランスGPでもプラクティスセッションで2度の転倒に苦しんだが、決勝では2位に入った。続くイタリアGPでは予選7位となったが、決勝はクラッシュ、リタイアした。翌週のカタルーニャGPでは金曜日のフリー走行で転倒、この事故でドクターストップがかかり決勝に出走することはできなかった。
ドニントン・パークおよびアッセンでは、一連の怪我の影響から抑えたライディングが見られたが、レース後半ではペースを上げいずれも6位でフィニッシュした。彼はレース後に、レース後半では燃料が消費されたことでバイクが軽くなりペースを上げることができたとコメントした。しかしながら第10戦のザクセンリンクではウェットコンディションの中クラッシュ、リタイアした。第11戦のラグナ・セカでもクラッシュを喫し、わずか3ヶ月で7度目の負傷となった。このレースでは1周目にハイサイドを起こし、右足（または足首）を痛め、左足を骨折した。第13戦のミサノでは2位に入賞、14戦のインディアナポリスでも3位と連続で表彰台を得た。結局は年間ランキング4位でルーキー・オブ・ザ・イヤーに輝いた。

#### 2009
2009年は序盤に日本GPとフランスGPで2勝を挙げ、バレンティーノ・ロッシやケーシー・ストーナーと共にチャンピオンシップ争いに名乗りを上げた。

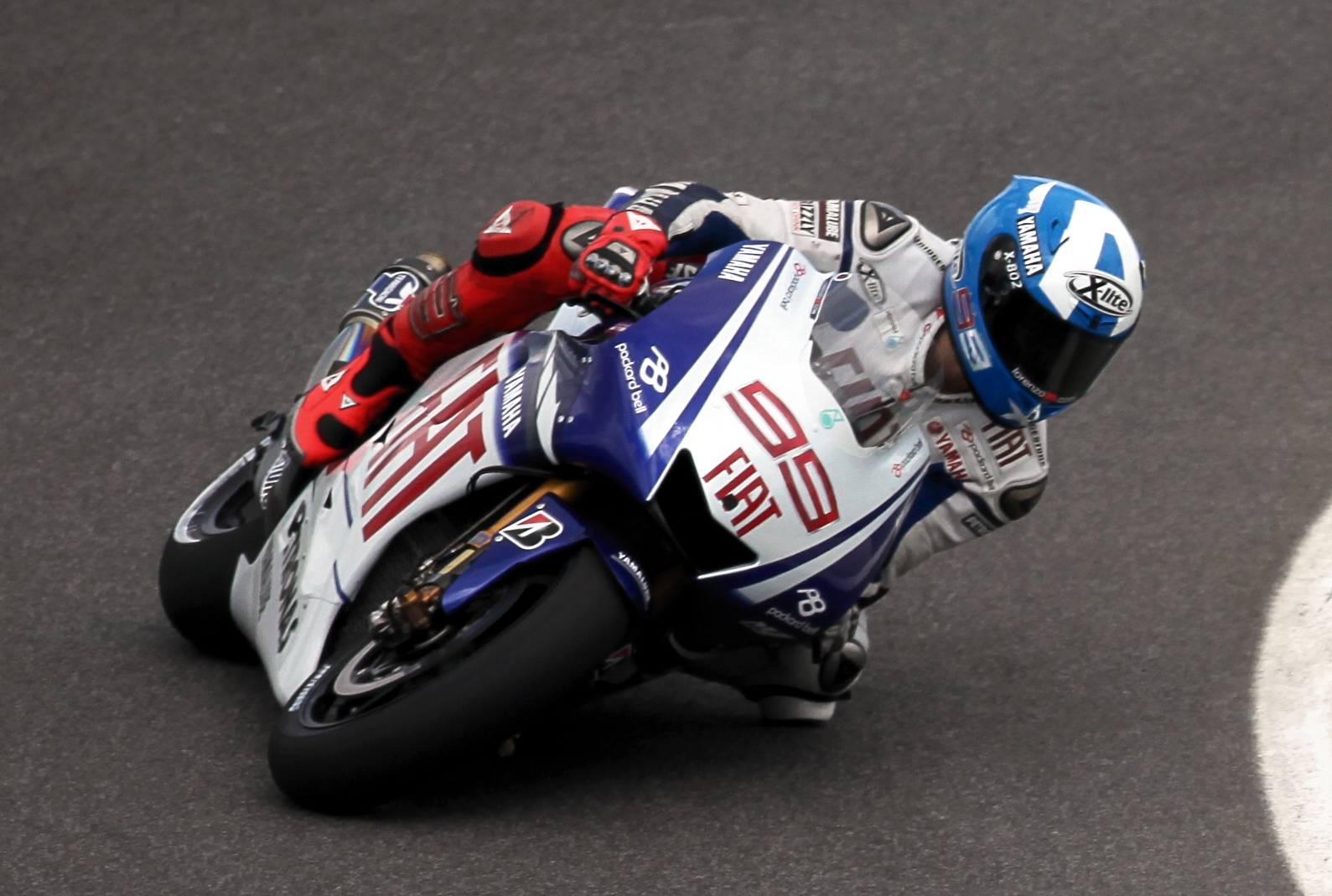
2009年のインディアナポリスグランプリ

第8戦ラグナ・セカでは予選でクラッシュし、右足第四中足骨上部の小さな骨折と、両足首の骨挫傷、右肩鎖骨に負傷した。第10戦イギリスでは雨の中転倒リタイア、続くチェコでもリタイアとなり、バレンティーノ・ロッシから50ポイント差を付けられた。第12戦インディアナポリスGPでは優勝した一方でロッシとペドロサが接触してロッシはリタイアとなり、その差は25ポイントに縮まった。その後ポルトガルGPの優勝で追いすがったものの第15戦オーストラリアでは第1コーナーでニッキー・ヘイデンと接触リタイア、これが決定的になり第16戦マレーシアでロッシにトップの座を明け渡す。しかし完走時の成績は4位1回のほかは全て表彰台という好成績を残しシーズン2位となった。

#### 2010
ロレンソはホンダやドゥカティへの移籍の可能性が囁かれていたが、2009年8月25日にヤマハとの契約延長が発表された。ドゥカティは以前マルコ・メランドリの代わりとしてロレンソに1,500万ドルの契約を提示したと噂されたが、そのシートには結局ニッキー・ヘイデンが座ることとなった。

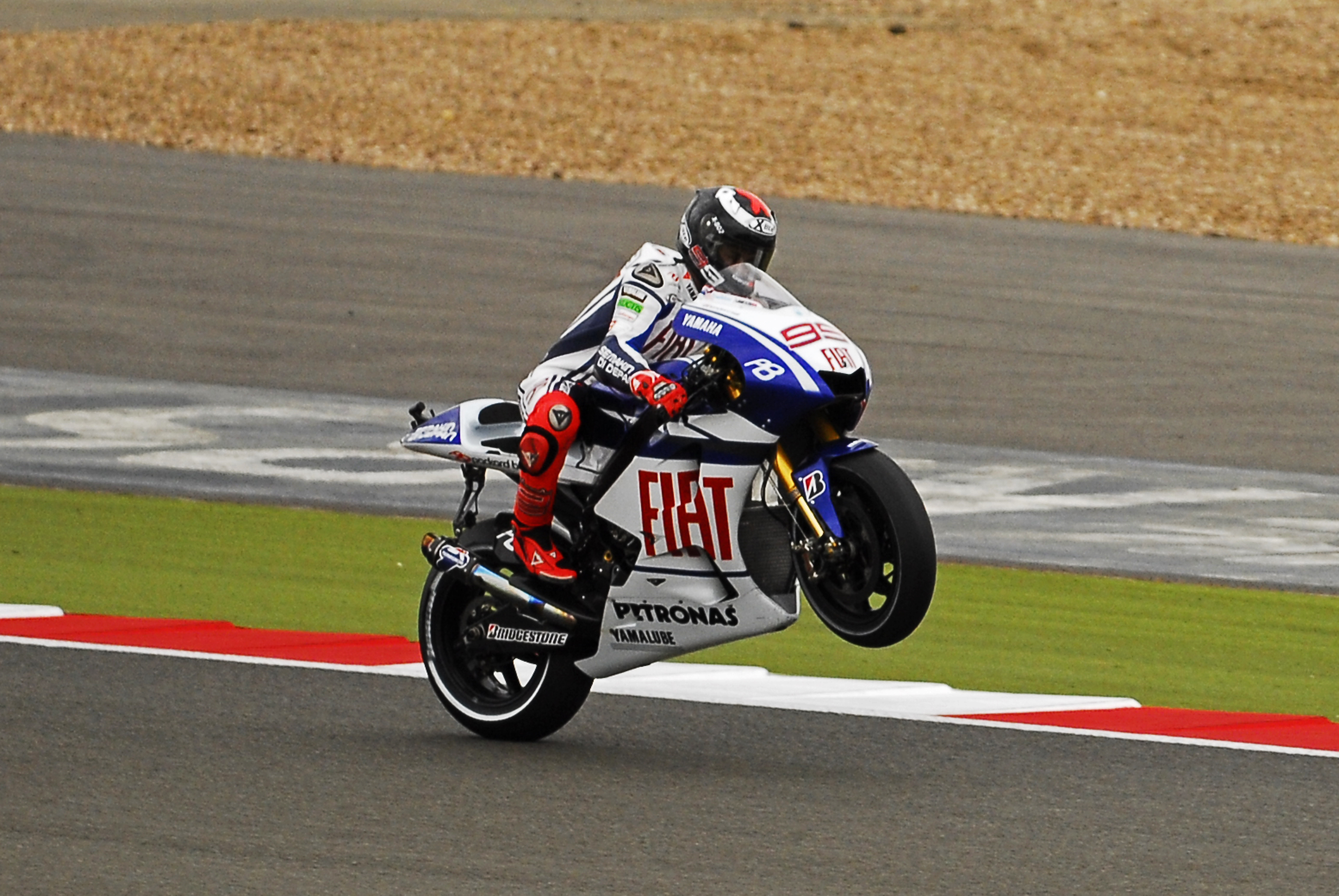
2010年のイギリスグランプリ

ロレンソはシーズン前のポケバイの事故で手の骨2本を骨折した。そのためシーズン前のテスト大半を行うことができなかった。
開幕戦のカタールでは完全にフィットしておらず、ロッシに次ぐ2位となった。ロッシが第4戦ムジェロで足を骨折した後、ロレンソはタイトルの本命となった。第6戦アッセンでの勝利でロレンソはこのサーキットにおいて3つのクラスで勝利した7人目のライダーとなった。
シーズン後半、ダニ・ペドロサが対抗馬として彼に挑んだが、ロレンソはシーズンをコントロールした。ペドロサは5戦を残した次点で逆転タイトルの可能性を保持していたが、第14戦日本GPのプラクティスの転倒で鎖骨を骨折し決勝は出走せず、続く第15戦マレーシアGPも欠場、ロレンソはこのGPで3位に入り、終盤3戦を残してMotoGPクラスチャンピオンを獲得した。

#### 2011

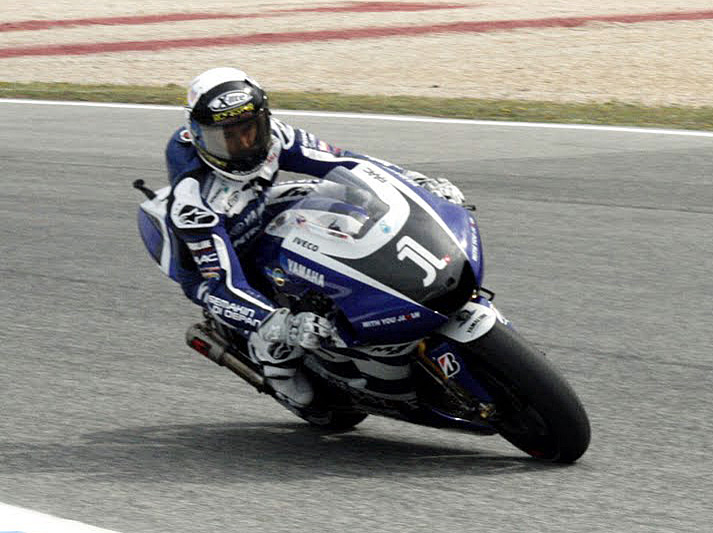
2011年のポルトガルグランプリ

ゼッケン1を付けタイトル防衛に挑んだ2011年シーズンは、序盤5戦でスペインでの勝利を含む4度の表彰台を獲得するなど好調な出だしであった。スペインではケーシー・ストーナーとバレンティーノ・ロッシが接触、共にリタイアし、ロレンソは2位に20秒の差を付けて独走勝利した。イギリスまではチャンピオンシップをリードしたが、ウェットレースとなった同GPでは3位走行中に転倒リタイアする。続くオランダGPを6位で終えた後、8戦連続で4位以内でフィニッシュ、その中にはムジェロとミサノでの2勝も含まれた。
しかしながら、第16戦オーストラリアGPのウォームアップ走行では左手薬指の先端部分を切断する重傷を負い（後の修復手術は無事に成功）、終盤3レースは欠場となってしまった。このレースで優勝したストーナーがタイトルを獲得し、ロレンソの最終的な成績は年間3勝、ストーナーから90ポイント差のランキング2位となった。

#### 2012
2012年シーズンは、2年ぶりのタイトル奪還を目指しチャンプ・ナンバーの1から99番に戻す。開幕戦のカタールではポールトゥウィンとなった。ヘレスとエストリルで連続して2位となった後、ル・マン、カタルーニャと連勝し、2位のストーナーに20ポイントの差を付けた。
イギリスGP前の6月12日にヤマハは契約を2年間更新することを決定し、2014年シーズンまで「ヤマハ・ファクトリー・レーシング」のライダーとしてMotoGPに参戦することが発表される。このGPにも勝利し、ストーナーとの差は25ポイントに広がった。第7戦オランダGPでは、キャリア初の4連勝を狙うが決勝レース中アルバロ・バウティスタの転倒に巻き込まれ惜しくもリタイアとなる。次戦ドイツは2位となったが、第9戦イタリアGPで勝利し、2位のペドロサに対して19ポイントの差を付けた。ロレンソは結局オーストラリアGPで2位に入り、2度目のタイトルを獲得した。最終戦もリタイヤとなったが、それ以外は全てシーズン通して2位以上で6勝し、最多勝はダニ・ペドロサだったもののポイント差で逆転してのタイトル奪還であった。

#### 2013
2013年シーズン、ロレンソはディフェンディングチャンピオンとしてシーズンを始め、レプソル・ホンダのマルク・マルケス、ダニ・ペドロサと激しくタイトルを争った。彼は開幕戦のロサイル、第5戦ムジェロ、第6戦カタルーニャ、第12戦シルバーストン、第13戦ミサノで勝利したが、第8戦ザクセンリンクでは負傷のため欠場した。結局シーズン8勝と最多勝を挙げたが、4ポイント差でマルケスに届かず、昨年と逆の形でタイトルを逃した。

#### 2014
2014年シーズンは開幕戦カタールでリタイア、第2戦オースティンでジャンプスタートのペナルティを受け10位と不調の出だしであった。3戦目にして初の表彰台を獲得する。しかしながら続く2戦で表彰台を逃し、2度目の表彰台となったのは第6戦ムジェロであった。シーズン中盤のドイツGPまででロレンソは97ポイントと、ポイントリーダーのマルケスからは128ポイントの差を付けられていた。シーズン後半戦に入るとロレンソはインディアナポリス、ブルノ、シルバーストン、ミサノと4戦連続で2位に入る。

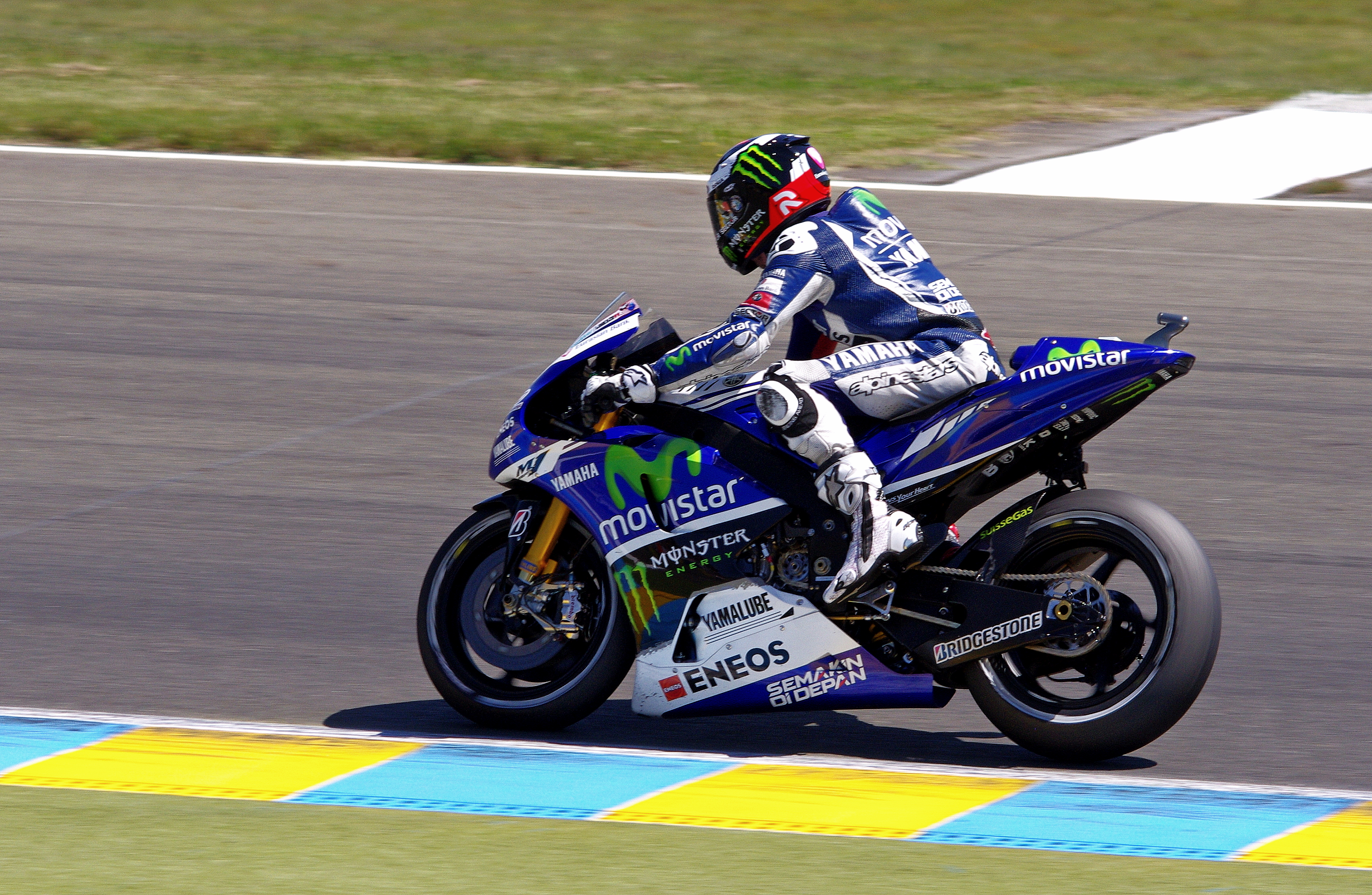
2014年のフランスグランプリ

シーズン初勝利はウェットレースとなったアラゴンであった。続くもてぎでも勝利し、日本GPはこれで2009年、2013年に次ぐ3勝目となった。
最終戦のバレンシアGPでロレンソは小雨が降ってきたことで20周目にバイク交換を選択する。彼は不確かな天候に苦戦し、結局リタイアとなった。シーズンは全体を通してマルク・マルケスが絶好調であり、ロレンソはチームメイトのバレンティーノ・ロッシ、レプソル・ホンダのダニ・ペドロサと順位を争い結局マルケス・ロッシに次いで263ポイントでシーズン3位となった。
また、途中から雨が降りウェットコンディションとなったアラゴンで優勝していたものの、ウェットコンディションへの苦手な心境を公式コメントで出してしまい周囲を心配させたというエピソードもあった。
こういったことからも、開幕から10連勝でタイトル街道を驀進したマルケスと比べると低調感が目立ってしまったシーズンとなった。
その理由のひとつとして、オフシーズン中に行った負傷回復のための手術によってトレーニングスケジュールが充分に取れずフィジカルコンディションの調整が間に合わなくなってしまい開幕前のセパン合同テストの時点からロングランテストも行えなかったことや、その遅れのとり返しに時間がかかったこと、その間に開幕戦のオープニングラップでの転倒。さらには第2戦オースチンで犯したスタートシグナルから目を離してしまうという凡ミスによるフライングなどのミスが重なってしまったことで、ますますタイトル争いから水を開けられてしまったことで精神的に追い詰められてしまい、それがシーズン終盤まで響いてしまった形となった。

#### 2015
契約を更新して挑んだ2015年シーズンは、好調を取り戻したバレンティーノ・ロッシと争うことになる。開幕戦のロサイル、第2戦オースティンと連続して4位となり、アルゼンチンでは5位となった。しかしその後ヘレス、ル・マン、ムジェロ、バルセロナと4連勝を果たす。これは自身初の4連勝であった。これによってロッシと1ポイント差のランキング2位に浮上した。第8戦アッセンは3位となったが、ロッシが優勝したことでポイント差は広がった。第10戦インディアナポリスで2位に入り、続くブルノで5勝目を挙げる。ウェットレースとなったシルバーストンは4位となり、第13戦ミサノはリタイアとなった。
第14戦アラゴンでシーズン6勝目を挙げ、3位に入ったポイントリーダーのロッシに14ポイント差に迫った。両者のポイントはヤマハチームが2010年以来のマニファクチャラーズタイトルを獲得するのに十分であった。日本GPでロッシはペドロサに次いで2位となり、ポールポジションを獲得したもののタイヤトラブルを抱えて3位に入ったロレンソとの差を広げた。オーストラリアでは最終ラップでマルケスに抜かれ2位となったものの、ロッシが4位となったためその差を11ポイントに縮める。マレーシアでは2位となったが、マルケスとの接触後3位になったロッシとの差は7ポイントに縮まった。ロッシはマルケスを「（ロレンソにタイトルを獲らせるため）わざとやっている」と非難し、その後接触を起こしたことで最終戦バレンシアで最後尾からスタートするというペナルティを受けることとなった。ロッシは最終戦を4位でフィニッシュしたが、ロレンソがこのGPで勝利して5ポイント差で逆転、5度目のタイトルを獲得した。

#### 2016
2016年シーズンは開幕戦カタールでポールトゥウィンを達成する。続くアルゼンチンでリタイア、オースティンとヘレスで2位に入るが、フランスとイタリアで連勝しチャンピオン争いに復帰する。4月18日、ヤマハはロレンソとの契約が2016年末で終了し、更新しないことを発表、同日ドゥカティがロレンソと2017年シーズンから2年間の契約を締結したことを発表した。

#### 2019
2019年シーズン、最終戦を目前に控えた11月14日にレプソル・ホンダとの2年契約を途中解除し、この年限りでの引退を発表した。

#### 2020
2020年はヤマハでテストライダーを務める。同年3月、同年のカタルーニャGPへのワイルドカード参戦を発表し、本格的な現役復帰が取り沙汰されたが、新型コロナウイルス感染症の流行の影響で同レースが延期となり、さらに同年シーズンにおいてワイルドカード参戦そのものが禁止となったため、復帰の話も消滅した。

#### 2021
2021年シーズンは、カル・クラッチローと入れ替える形でテストライダーの座を降りる。一時はアプリリアのチームから現役復帰が囁かれていたという。

### マン島TT
2010年シーズン、イタリアGPとイギリスGPの間にロレンソはマン島TTレースにおいてパレードラップでスネーフェル・マウンテン・コースを走行した。彼は元世界チャンピオンのアンヘル・ニエトと共に走行し、後のその体験を「素晴らしい」と語った。

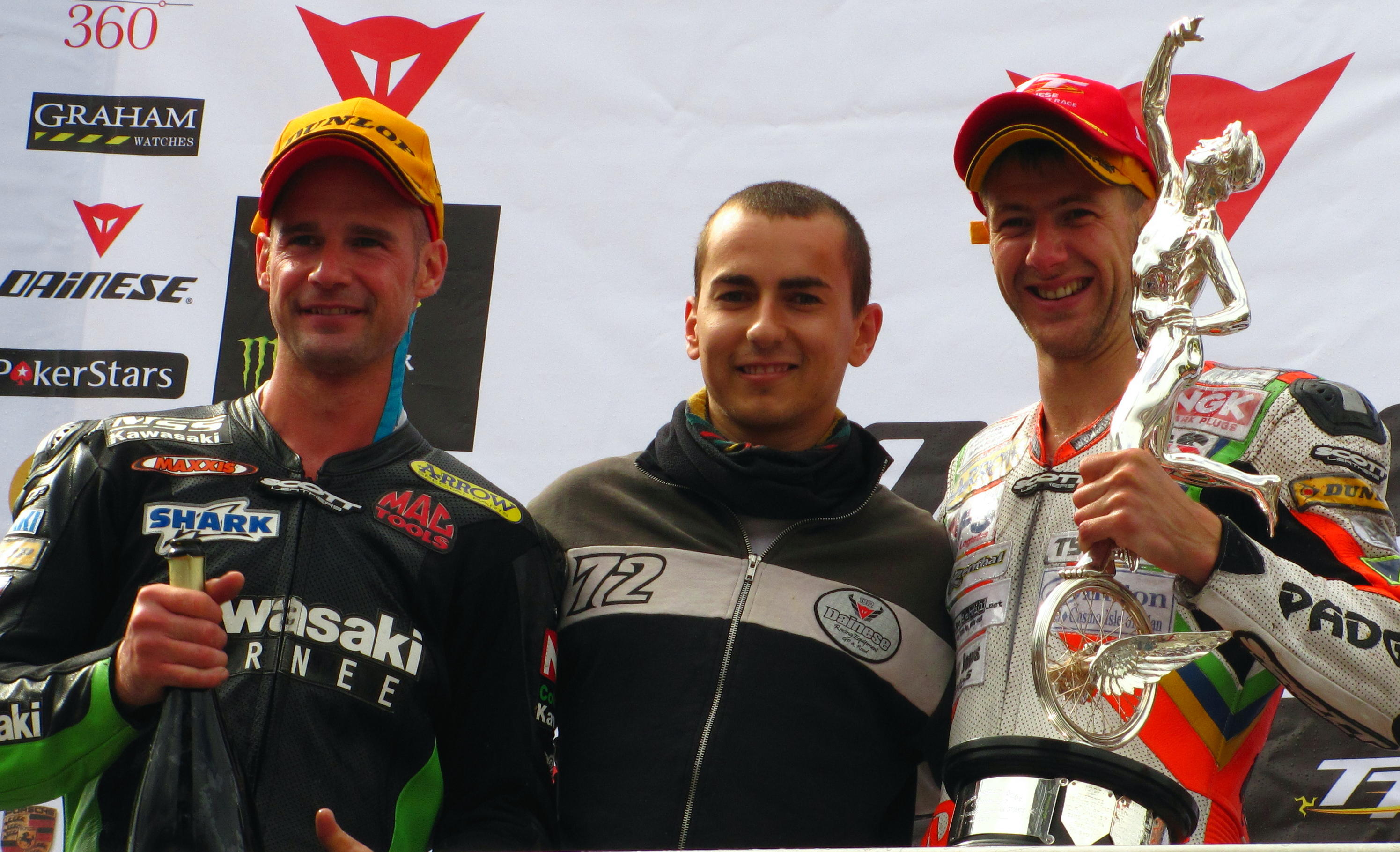
ライアン・ファーカー、イアン・ハッチンソンと並ぶロレンソ

シニアTTが終わると、ロレンソは表彰式に花輪のプレゼンターとして参加、3位のブルース・アンスティー、2位のライアン・ファーカー、優勝者のイアン・ハッチンソンに花輪を贈った。そして、ハッチンソンのTTレース5勝目を祝った。

## エピソード

### 優勝時のパフォーマンス

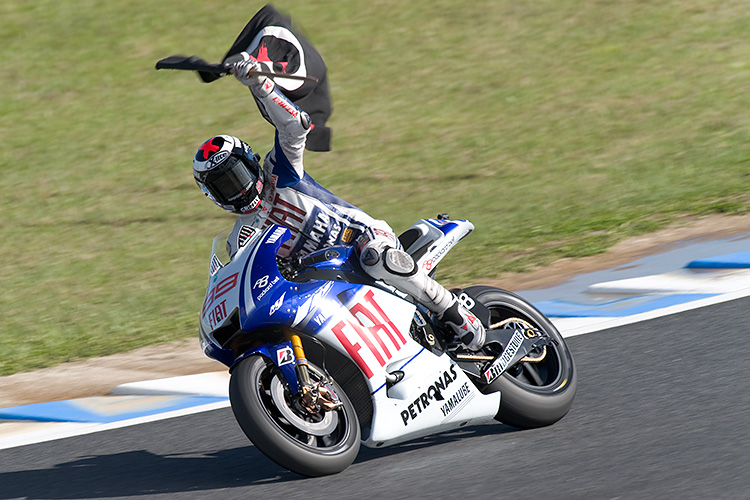
ウィニングランで"ロレンソ・ランド"の「国旗」を掲げるロレンソ(2009年 日本GP)

2007年のスペインGPで勝利を果たしたロレンソは、スペインを"征服"（優勝）した証しとして、ウィニングラップ中にコースサイドのグラベルに「ロレンソ・ランド」の旗を突き立てた。以降このパフォーマンスは、各国を"征服"する度に見られる定番となった。2010年のイギリスGPではビートルズのコスプレを行うなど、年を追うごとに旗以外のパフォーマンスも見られるようになった。

### ライバル関係
250cc時代、ロレンソは非常に攻撃的なライディングが特徴であり、特にオーバーテイクの際にそれが顕著に表れた。2005年のマレーシアGPではペナルティを科され出場停止となっている。MotoGPにステップアップすると、チームメイトのバレンティーノ・ロッシとの激しい争いが強調された。
2011年、ロレンソはマルコ・シモンチェリの危険なライディングを非難し、彼と口論となっている。シモンチェリもロレンソの2005年のオーバーテイクはあまりにも攻撃的であり、ペドロサとの接触やアレックス・デ・アンジェリスのリタイアの例を挙げて反論した。ロレンソは「それが君から再び来なければ、何も問題は無い」と語った。シモンチェリは「僕は逮捕される」と火に油を注ぐ発言をし、ロレンソは目に見えて怒り「これは冗談ではない、僕達はここで命を賭けて戦っている」と語った。シモンチェリは2010年シーズンの最終戦でロレンソとの接触で黒くなったニースライダーをまだ持っていると主張した。

#### ペドロサとの確執
同国人ライダーのダニ・ペドロサとの間には、2005年のドイツGPでの接触事故以来確執が生まれることとなった。ロレンソがMotoGPクラスにステップアップした2008年シーズンも、表彰台でお互いを無視していた。これを憂いだスペイン国王フアン・カルロス1世は両者の和解を願い、自身が表彰式でプレゼンターを務めたその年のスペインGPで、ロレンソとペドロサの間に立って2人に（半ば無理矢理ながら）握手をさせた。2012年のカタルーニャグランプリでの合同記者会見では、ペドロサとの関係に関し「2003年は敵対関係。2005年もそうで、2008年はもっとすごかった。今はカタールのレースの後のように抱擁できるから、もしかしたら3年後には結婚できるかもしれない」とコメントするなど、現在は当時と比べると関係が改善されつつある様子である。

### 富沢祥也との関係

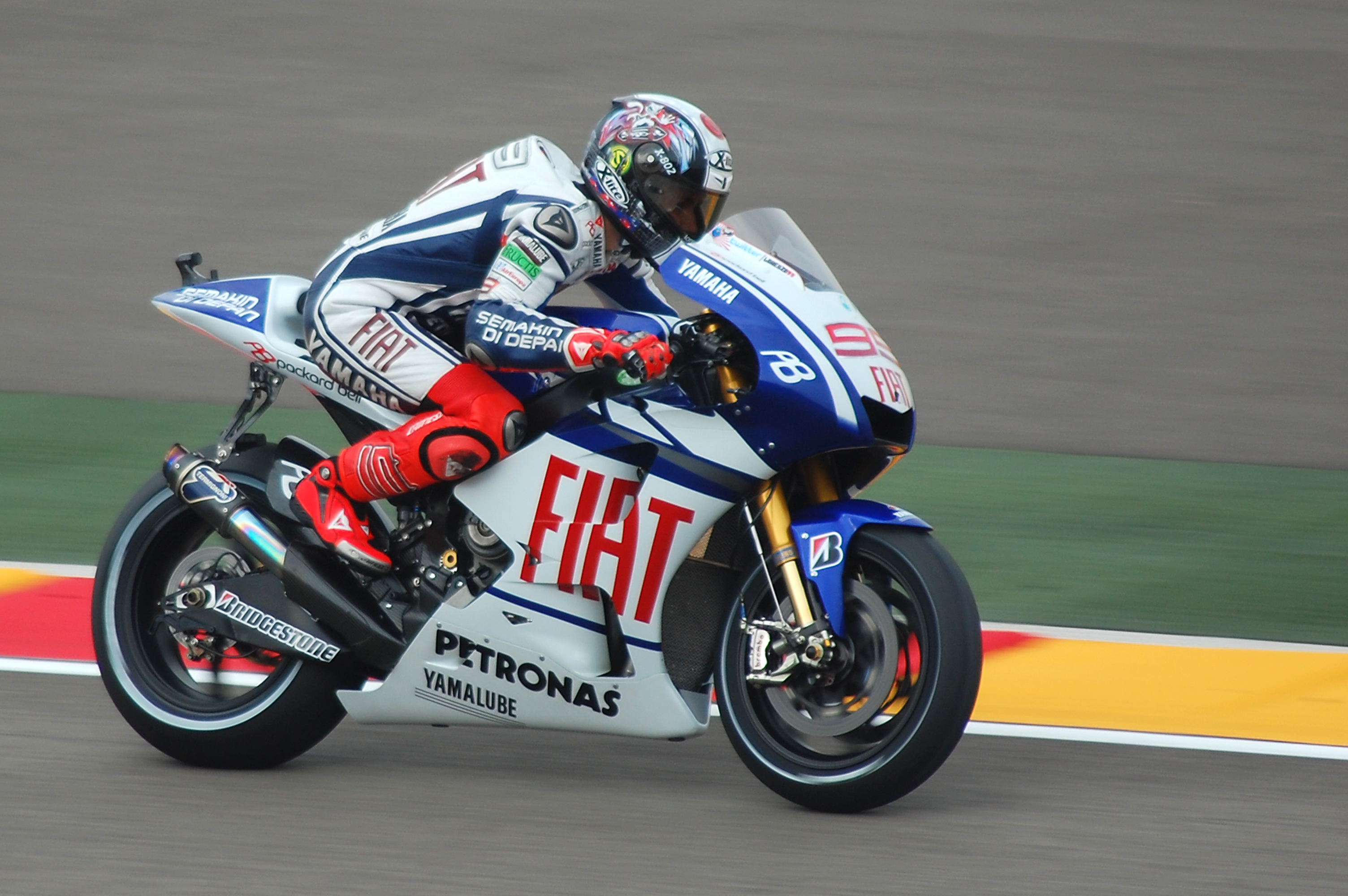
富沢のレプリカデザインのヘルメットを被りレースを戦ったロレンソ(2010年 アラゴンGP)

Moto2クラス初戦ウィナーの富沢祥也とは、かつて自身も付けていたゼッケン48を使用していたこともあって生前仲が良かった。2010年のサンマリノGPでの富沢の事故死後、ロレンソは急きょ富沢のレプリカデザインのヘルメットを用意し次戦アラゴンGPに臨んだ。富沢が果たせなかった夢である、最高峰クラスの表彰台で彼のヘルメットを掲げようとしたロレンソだったが、ニッキー・ヘイデンとのバトルに敗れて4位に終わった。このヘルメットはその後、日本GPで富沢の家族にプレゼントされた。

### ハンマー & バター
2010年シーズンから、ロレンソのマシンのブレーキレバー・クラッチレバーには "martillo"、" mantequilla " （それぞれスペイン語で「ハンマー」「バター」の意）の文字が刻まれるようになった。これにはロレンソが少年の時、ハンマーを手にバイクを修理する父と、サンドイッチにバターを塗る母を見て着想を得た、「時にはハンマーのようにリズミカルで力強く、また時にはバターの塗るときのようにスムースに繊細に」というライディングスタイルのモットーが込められている。

### ミュージアム
2016年12月、アンドラの首都であるアンドラ・ラ・ベリャに『World Champions by 99』というミュージアムをオープンした。自身の過去のトロフィーやマシン類だけでなく、ジム・クラーク/ニキ・ラウダ/アイルトン・セナ/ルイス・ハミルトンといったF1ドライバーの使用済みアイテム、バリー・シーン/フレディー・スペンサー/ワイン・ガードナー/ウェイン・レイニー/ケビン・シュワンツ/マイケル・ドゥーハンといったWGPの過去のチャンピオン達の展示などが一堂に会する。入場料は10ユーロ（2017年2月現在）。

### その他
2011年の日本GPで来日した際、福島第一原子力発電所事故の影響による放射線汚染を警戒して、宿泊中はシャワーを浴びず持ち込んだミネラルウォーターと石鹸で体を洗ったと語っている。
ヘルメットは2012年までX-Lite（NOLAN）。2013年からHJCと契約したが、2015年シーズンはレース中にヘルメットの内装が剥がれるなどトラブルが多発し、2016年シーズンからSHARKと契約した。
2013年、ポルシェがスペイン国内におけるイメージキャラクターに起用した。

## 主な戦績

### ロードレース世界選手権

#### シーズン別
| 年     | クラス | 車両                            | チーム                                | 車番 | 出走回数 | 優勝回数 | 表彰台 | PP | FL | ポイント | ランキング |
| ------ | ------ | ------------------------------- | ------------------------------------- | ---- | -------- | -------- | ------ | -- | -- | -------- | ---------- |
| 2002年 | 125cc  | デルビ・RS125                   | カハ・マドリード・デルビ・レーシング  | 48   | 14       | 0        | 0      | 0  | 0  | 21       | 21位       |
| 2003年 | 125cc  | デルビ・RS125                   | カハ・マドリード・デルビ・レーシング  | 48   | 16       | 1        | 2      | 1  | 1  | 79       | 12位       |
| 2004年 | 125cc  | デルビ・RSA125                  | カハ・マドリード・デルビ・レーシング  | 48   | 16       | 3        | 7      | 2  | 2  | 179      | 4位        |
| 2005年 | 250cc  | ホンダ・RS250RW                 | フォルトゥナ・ホンダ                  | 48   | 15       | 0        | 6      | 4  | 0  | 167      | 5位        |
| 2006年 | 250cc  | アプリリア・RSW 250             | フォルトゥナ・アプリリア              | 48   | 16       | 8        | 11     | 10 | 1  | 289      | 1位        |
| 2007年 | 250cc  | アプリリア・RSW 250             | フォルトゥナ・アプリリア              | 1    | 17       | 9        | 12     | 9  | 3  | 312      | 1位        |
| 2008年 | MotoGP | ヤマハ・YZR-M1                  | フィアット フィアット・ヤマハ・チーム | 48   | 17       | 1        | 6      | 4  | 1  | 190      | 4位        |
| 2009年 | MotoGP | ヤマハ・YZR-M1                  | フィアット フィアット・ヤマハ・チーム | 99   | 17       | 4        | 12     | 5  | 4  | 261      | 2位        |
| 2010年 | MotoGP | ヤマハ・YZR-M1                  | フィアット フィアット・ヤマハ・チーム | 99   | 18       | 9        | 16     | 7  | 4  | 383      | 1位        |
| 2011年 | MotoGP | ヤマハ・YZR-M1                  | ヤマハ・ファクトリー・レーシング      | 1    | 15       | 3        | 10     | 2  | 2  | 260      | 2位        |
| 2012年 | MotoGP | ヤマハ・YZR-M1                  | ヤマハ・ファクトリー・レーシング      | 99   | 18       | 6        | 16     | 7  | 5  | 350      | 1位        |
| 2013年 | MotoGP | ヤマハ・YZR-M1                  | ヤマハ・ファクトリー・レーシング      | 99   | 17       | 8        | 14     | 4  | 2  | 330      | 2位        |
| 2014年 | MotoGP | ヤマハ・YZR-M1                  | モビスター・ヤマハ MotoGP             | 99   | 18       | 2        | 11     | 1  | 2  | 263      | 3位        |
| 2015年 | MotoGP | ヤマハ・YZR-M1                  | モビスター・ヤマハ MotoGP             | 99   | 18       | 7        | 12     | 5  | 6  | 330      | 1位        |
| 2016年 | MotoGP | ヤマハ・YZR-M1                  | モビスター・ヤマハ MotoGP             | 99   | 18       | 4        | 10     | 4  | 2  | 233      | 3位        |
| 2017年 | MotoGP | ドゥカティ・デスモセディチ GP17 | ドゥカティ・チーム                    | 99   | 18       | 0        | 3      | 0  | 0  | 137      | 7位        |
| 2018年 | MotoGP | ドゥカティ・デスモセディチ GP18 | ドゥカティ・チーム                    | 99   | 14       | 3        | 4      | 4  | 2  | 134      | 9位        |
| 2019年 | MotoGP | ホンダ・RC213V                  | レプソル・ホンダ・チーム              | 99   | 15       | 0        | 0      | 0  | 0  | 28       | 19位       |
| 計     |        |                                 |                                       |      | 297      | 68       | 152    | 69 | 37 | 3946     |            |

### クラス別
| クラス | シーズン  | デビュー戦      | 初表彰台                | 初勝利                  | 出走数 | 勝利数 | 表彰台数 | PP | FL | ポイント | タイトル |
| ------ | --------- | --------------- | ----------------------- | ----------------------- | ------ | ------ | -------- | -- | -- | -------- | -------- |
| 125 cc | 2002-2004 | 2002年 スペイン | 2003年 リオデジャネイロ | 2003年 リオデジャネイロ | 46     | 4      | 9        | 3  | 3  | 279      | 0        |
| 250 cc | 2005-2007 | 2005年 スペイン | 2005年 イタリア         | 2006年 スペイン         | 48     | 17     | 29       | 23 | 4  | 768      | 2        |
| MotoGP | 2008-2019 | 2008年 カタール | 2008年 カタール         | 2008年 ポルトガル       | 203    | 47     | 114      | 43 | 30 | 2899     | 3        |
| 計     | 2002-2019 |                 |                         |                         | 297    | 68     | 152      | 69 | 37 | 3946     | 5        |

#### レース別
（凡例）（太字はポールポジション、斜体はファステストラップ）
| 年     | クラス | マシン     | 1       | 2       | 3       | 4       | 5       | 6       | 7       | 8       | 9      | 10      | 11      | 12      | 13      | 14      | 15      | 16      | 17      | 18      | 19     | 順位 | ポイント |
| ------ | ------ | ---------- | ------- | ------- | ------- | ------- | ------- | ------- | ------- | ------- | ------ | ------- | ------- | ------- | ------- | ------- | ------- | ------- | ------- | ------- | ------ | ---- | -------- |
| 2002年 | 125cc  | デルビ     | JPN     | RSA     | SPA 22  | FRA 19  | ITA 20  | CAT 14  | NED 16  | GBR 13  | GER 17 | CZE 20  | POR Ret | BRA 7   | PAC 9   | MAL 20  | AUS Ret | VAL 22  |         |         |        | 21位 | 21       |
| 2003年 | 125cc  | デルビ     | JPN Ret | RSA 24  | SPA 15  | FRA Ret | ITA Ret | CAT 6   | NED Ret | GBR Ret | GER 21 | CZE 12  | POR 6   | BRA 1   | PAC Ret | MAL 3   | AUS 8   | VAL 11  |         |         |        | 12位 | 79       |
| 2004年 | 125cc  | デルビ     | RSA 16  | SPA Ret | FRA 3   | ITA 10  | CAT 5   | NED 1   | BRA Ret | GER 6   | GBR 3  | CZE 1   | POR 3   | JPN 7   | QAT 1   | MAL Ret | AUS 2   | VAL Ret |         |         |        | 4位  | 179      |
| 2005年 | 250cc  | ホンダ     | SPA 6   | POR 10  | CHN 9   | FRA 5   | ITA 2   | CAT Ret | NED 3   | ---     | GBR 8  | GER Ret | CZE 2   | JPN Ret | MAL EX  | QAT 2   | AUS 3   | TUR 4   | VAL 2   |         |        | 5位  | 167      |
| 2006年 | 250cc  | アプリリア | SPA 1   | QAT 1   | TUR Ret | CHN 4   | FRA Ret | ITA 1   | CAT 2   | NED 1   | GBR 1  | GER 3   | ---     | CZE 1   | MAL 1   | AUS 1   | JPN 3   | POR 5   | VAL 4   |         |        | 1位  | 289      |
| 2007年 | 250cc  | アプリリア | QAT 1   | SPA 1   | TUR 2   | CHN 1   | FRA 1   | ITA 8   | CAT 1   | GBR Ret | NED 1  | GER 4   | ---     | CZE 1   | SMR 1   | POR 3   | JPN 11  | AUS 1   | MAL 3   | VAL 7   |        | 1位  | 312      |
| 2008年 | MotoGP | ヤマハ     | QAT 2   | SPA 3   | POR 1   | CHN 4   | FRA 2   | ITA Ret | CAT     | GBR 6   | NED 6  | GER Ret | USA Ret | CZE 10  | SMR 2   | IND 3   | JPN 4   | AUS 4   | MAL Ret | VAL 8   |        | 4位  | 190      |
| 2009年 | MotoGP | ヤマハ     | QAT 3   | JPN 1   | SPA Ret | FRA 1   | ITA 2   | CAT 2   | NED 2   | USA 3   | GER 2  | GBR Ret | CZE Ret | IND 1   | SMR 2   | POR 1   | AUS Ret | MAL 4   | VAL 3   |         |        | 2位  | 261      |
| 2010年 | MotoGP | ヤマハ     | QAT 2   | SPA 1   | FRA 1   | ITA 2   | GBR 1   | NED 1   | CAT 1   | GER 2   | USA 1  | CZE 1   | IND 3   | SMR 2   | ARA 4   | JPN 4   | MAL 3   | AUS 2   | POR 1   | VAL 1   |        | 1位  | 383      |
| 2011年 | MotoGP | ヤマハ     | QAT 2   | SPA 1   | POR 2   | FRA 4   | CAT 2   | GBR Ret | NED 6   | ITA 1   | GER 2  | USA 2   | CZE 4   | IND 4   | RSM 1   | ARA 3   | JPN 2   | AUS DNS | MAL     | VAL     |        | 2位  | 260      |
| 2012年 | MotoGP | ヤマハ     | QAT 1   | SPA 2   | POR 2   | FRA 1   | CAT 1   | GBR 1   | NED Ret | GER 2   | ITA 1  | USA 2   | IND 2   | CZE 2   | RSM 1   | ARA 2   | JPN 2   | MAL 2   | AUS 2   | VAL Ret |        | 1位  | 350      |
| 2013年 | MotoGP | ヤマハ     | QAT 1   | AME 3   | SPA 3   | FRA 7   | ITA 1   | CAT 1   | NED 5   | GER DNS | USA 6  | INP 3   | CZE 3   | GBR 1   | RSM 1   | ARA 2   | MAL 3   | AUS 1   | JPN 1   | VAL 1   |        | 2位  | 330      |
| 2014年 | MotoGP | ヤマハ     | QAT Ret | AME 10  | ARG 3   | SPA 4   | FRA 6   | ITA 2   | CAT 4   | NED 13  | GER 3  | IND 2   | CZE 2   | GBR 2   | RSM 2   | ARA 1   | JPN 1   | AUS 2   | MAL 3   | VAL Ret |        | 3位  | 263      |
| 2015年 | MotoGP | ヤマハ     | QAT 4   | AME 4   | ARG 5   | SPA 1   | FRA 1   | ITA 1   | CAT 1   | NED 3   | GER 4  | IND 2   | CZE 1   | GBR 4   | RSM Ret | ARA 1   | JPN 3   | AUS 2   | MAL 2   | VAL 1   |        | 1位  | 330      |
| 2016年 | MotoGP | ヤマハ     | QAT 1   | ARG Ret | AME 2   | SPA 2   | FRA 1   | ITA 1   | CAT Ret | NED 10  | GER 15 | AUT 3   | CZE 17  | GBR 8   | RSM 3   | ARA 2   | JPN Ret | AUS 6   | MAL 3   | VAL 1   |        | 3位  | 233      |
| 2017年 | MotoGP | ドゥカティ | QAT 11  | ARG Ret | AME 9   | SPA 3   | FRA 6   | ITA 8   | CAT 4   | NED 15  | GER 11 | AUT 15  | CZE 4   | GBR 5   | RSM Ret | ARA 3   | JPN 6   | AUS 15  | MAL 2   | VAL Ret |        | 7位  | 137      |
| 2018年 | MotoGP | ドゥカティ | QAT Ret | ARG 15  | AME 11  | SPA Ret | FRA 6   | ITA 1   | CAT 1   | NED 7   | GER 6  | CZE 2   | AUT 1   | GBR C   | RSM 17  | ARA Ret | THA DNS | JPN DNS | AUS     | MAL WD  | VAL 12 | 9位  | 134      |
| 2019年 | MotoGP | ホンダ     | QAT 13  | ARG 12  | AME Ret | SPA 12  | FRA 11  | ITA 13  | CAT Ret | NED DNS | GER    | AUT     | CZE     | GBR 14  | RSM 14  | ARA 20  | THA 18  | JPN 17  | AUS 16  | MAL 14  | VAL 13 | 19位 | 28       |

### ポルシェ・カレラカップ・イタリア
（凡例）（太字はポールポジション、斜体はファステストラップ）
| 年     | チーム             | 1       | 2      | 3        | 4       | 5       | 6       | 7        | 8      | 9       | 10      | 11       | 12       | 順位 | ポイント |
| ------ | ------------------ | ------- | ------ | -------- | ------- | ------- | ------- | -------- | ------ | ------- | ------- | -------- | -------- | ---- | -------- |
| 2022年 | Team Q8 Hi-Perform | IMO1 19 | IMO2   | MIS1 14  | MIS2 17 | MUG1 16 | MUG2 11 | VAL1 10  | VAL1 8 | MON1 22 | MON2 30 | MUG1 9   | MUG2 Ret | 13位 | 30       |
| 2023年 | Team Q8 Hi-Perform | MIS1 19 | MIS2 8 | VAL1 Ret | VAL2    | MUG1 10 | MUG2 10 | MON1 Ret | MON2 8 | MIS1 17 | MIS2 29 | IMO1 Ret | IMO2     | 21位 | 27       |

## 参照
1. ↑  “Si no soy campeon este ano, si estare mas cerca” (Spanish). La Vanguardia (Javier Godo; La Vanguardia Ediciones S.L.). (2010年5月1日) 2010年7月31日閲覧。
2. ↑  “Fortuna's Jorge Lorenzo, 250cc World Champion”. LondonBikers.com 2007年10月28日閲覧。
3. ↑  当時のレギュレーションでは、125ccクラスの最低制限年齢は15歳だった。2010年から16歳に引き上げられている。
4. ↑  http://www.motorcycle-usa.com/536/Motorcycles/Jorge-Lorenzo.aspx
5. ↑  “Dutch MotoGP: Jorge Lorenzo still the man to beat as 250s head out at Assen”. Motorcycle News 2007年10月28日閲覧。
6. ↑  “250: Lorenzo conquers, Dovizioso heartbreak”. Crash.net.   Crash Media Group (2007年9月2日). 2015年7月19日閲覧。
7. ↑  “Edwards To Race MotoGP In 2008”. SuperbikePlanet.com.  オリジナルの2008年6月8日時点におけるアーカイブ。 2007年10月28日閲覧。
8. ↑  “Yamaha net 250cc champion Lorenzo”. BBC.co.uk. (2007年7月25日) 2007年10月28日閲覧。
9. ↑  “Yamaha signs Jorge Lorenzo to MotoGP squad on two-year contract”. International Herald Tribune 2007年10月28日閲覧。
10. ↑  “Lorenzo undergoes arm operation”. BBC.co.uk. (2008年4月15日) 2008年4月15日閲覧。
11. ↑  “Spain's MotoGP fit for a King”. BBC.co.uk. (2008年3月31日) 2008年4月14日閲覧。
12. ↑  “Video Jorge Lorenzo Crash Shanghai MotoGP FP1”
13. ↑  Jorge Lorenzo crashes in Le Mans before the race - Jorge Lorenzo. Zimbio. Retrieved on 2010-10-14.
14. ↑  No time to dwell for battered Lorenzo | MotoGP News | Jun 2008. Crash.Net (2008-06-03). Retrieved on 2010-10-14.
15. ↑  Sachsenring MotoGP: Jorge Lorenzo sorry for early exit - | Motorcycle Sport | WSB | BSB | MotoGP | TT & Road races | MCN. Motorcyclenews.com. Retrieved on 2010-10-14.
16. ↑  “Lorenzo celebrates 'special' win”. Crash.net.   Crash Media In 2009, for the first time Lorenzo change the graphic for his boots. Last year, Lorenzo wearing and sometimes goled colour on his boot. But this year, he changed the colour to red in right boots and white in left boots. Lorenzo like " Plagiarize " Valentino Rossi's style to use the boots. Group (2009年4月26日). 2015年7月19日閲覧。
17. ↑  “Lorenzo wins at Le Mans”. Crash.net.   Crash Media Group (2009年5月17日). 2015年7月19日閲覧。
18. ↑  “Lorenzo injuries confirmed in Barcelona”. motogp.com (Dorna Sports). (2009年7月8日) 2011年6月11日閲覧。
19. ↑  “Lorenzo crashes out of race lead”. Crash.net.   Crash Media Group (2009年7月26日). 2015年7月19日閲覧。
20. ↑  autosport.com. autosport.com. Retrieved on 2010-10-14.
21. ↑  autosport.com. autosport.com. Retrieved on 2010-10-14.
22. ↑  autosport.com. autosport.com. Retrieved on 2010-10-14.
23. ↑  “Lorenzo down and out at turn one”. Crash.net.   Crash Media Group (2009年10月18日). 2015年7月19日閲覧。
24. ↑  “Lorenzo signs Yamaha deal”. Insidebikes 2009年8月26日閲覧。
25. ↑  “Lorenzo 'rides with his heart' for second”. crash.net (Crash Media Group). (2010年4月12日) 2010年4月13日閲覧。
26. ↑  “Fourth win leaves Lorenzo 'calm and relaxed'”. crash.net (Crash Media Group). (2010年6月26日) 2010年6月26日閲覧。
27. ↑  “Jorge Lorenzo secures MotoGP world title”. BBC Sport (BBC). (2010年10月10日) 2010年10月12日閲覧。
28. ↑  “Lorenzo wins crash-crazy Spanish GP”. Crash.net (Crash Media Group). (2011年4月3日) 2012年6月7日閲覧。
29. ↑  Rostance, Tom (2011年6月12日). “Casey Stoner wins British MotoGP as Lorenzo crashes out”. BBC Sport (BBC) 2012年6月7日閲覧。
30. ↑  “Lorenzo triumphs at Mugello”. MotoGP.com (Dorna Sports). (2011年7月3日) 2012年6月7日閲覧。
31. ↑  Rostance, Tom (2011年9月4日). “Jorge Lorenzo cruises to MotoGP win at Misano”. BBC Sport (BBC) 2012年6月7日閲覧。
32. ↑  http://www.foxsports.com.au/motor-sports/moto-gp/jorge-lorenzo-declared-unfit-to-race-after-morning-warm-up-crash-at-the-phillip-island-motogp/story-fn2ms4i4-1226167741068
33. ↑  http://www.motogp.com/ja/news/2011/Successful+surgery+for+Lorenzo+0
34. ↑  “2011 season to wrap up in Valencia”. MotoGP.com (Dorna Sports). (2011年10月31日) 2012年6月7日閲覧。
35. ↑  Rostance, Tom (2012年4月8日). “Jorge Lorenzo beats Dani Pedrosa to Qatar win”. BBC Sport (BBC) 2012年6月7日閲覧。
36. ↑  “Lorenzo wasn't expecting to fight for victory”. Crash.net.   Crash Media Group (2012年5月6日). 2015年7月19日閲覧。
37. ↑  Rej, Arindam (2012年5月20日). “Jorge Lorenzo wins in France ahead of Valentino Rossi”. BBC Sport (BBC) 2012年6月7日閲覧。
38. ↑  Rostance, Tom (2012年6月3日). “Jorge Lorenzo beats Dani Pedrosa to Catalunya win”. BBC Sport (BBC) 2012年6月7日閲覧。
39. ↑  “MotoGP leader Jorge Lorenzo signs with Yamaha to 2014”. BBC Sport (BBC). (2012年6月12日) 2012年6月13日閲覧。
40. ↑  “Yamaha confirms Lorenzo for 2013 and 2014”. MotoGP.com (Dorna Sports). (2012年6月12日) 2012年6月12日閲覧。
41. ↑  “Jorge Lorenzo wins at Silverstone”. BBC Sport (BBC). (2012年6月17日) 2012年6月18日閲覧。
42. ↑  “PICS: Bautista takes out Lorenzo at Assen”. Crash.net.   Crash Media Group (2012年6月30日). 2015年7月19日閲覧。
43. ↑  Rostance, Tom (2012年7月15日). “Jorge Lorenzo wins at Mugello to extend lead”. BBC Sport (BBC) 2012年7月15日閲覧。
44. ↑  “Lorenzo wins 2012 MotoGP World Championship”. Crash.net.   Crash Media Group (2012年10月28日). 2015年7月19日閲覧。
45. ↑  “Lorenzo wins - Rossi, Marquez steal the show”. Crash.net.   Crash Media Group (2013年4月8日). 2015年7月21日閲覧。
46. ↑  “Lorenzo beats Hondas for Mugello three-peat”. Crash.net.   Crash Media Group (2013年6月2日). 2015年7月21日閲覧。
47. ↑  “Catalunya MotoGP: Lorenzo: I didn't expect to win”. Crash.net.   Crash Media Group (2013年6月16日). 2015年9月2日閲覧。
48. ↑  “British MotoGP: Lorenzo halts Marquez victory streak in Silverstone thriller”. Crash.net.   Crash Media Group (2013年9月1日). 2015年7月21日閲覧。
49. ↑  “San Marino MotoGP: Jubilant Lorenzo in Misano masterclass”. Crash.net.   Crash Media Group (2013年9月15日). 2015年9月10日閲覧。
50. ↑  “German MotoGP: Jorge Lorenzo out after damaging collarbone plate”. Crash.net.   Crash Media Group (2013年7月12日). 2015年9月3日閲覧。
51. ↑  “Final 2013 MotoGP World Championship standings”. Crash.net.   Crash Media Group (2013年11月10日). 2013年11月10日閲覧。
52. ↑  “Qatar MotoGP: Lorenzo admits fault after falling from lead”. Crash.net.   Crash Media Group (2014年3月24日). 2015年7月19日閲覧。
53. ↑  “Austin MotoGP: Jorge Lorenzo;s jump start - PICS”. Crash.net.   Crash Media Group (2014年3月24日). 2015年7月19日閲覧。
54. ↑  “Argentina MotoGP: Lorenzo: Sweetest third place of my career”. Crash.net.   Crash Media Group (2014年4月28日). 2015年7月19日閲覧。
55. ↑  “Italy MotoGP: Lorenzo lights up Mugello with Marquez battle”. Crash.net.   Crash Media Group (2014年6月2日). 2015年7月21日閲覧。
56. ↑  “German MotoGP: Lorenzo 'Happy and optimistic for the future'”. Crash.net.   Crash Media Group (2014年7月14日). 2015年7月19日閲覧。
57. ↑  “MotoGP Brno: Lorenzo: One more lap would have made difference”. Crash.net.   Crash Media Group (2014年8月17日). 2015年7月20日閲覧。
58. ↑  “MotoGP Silverstone: Lorenzo 'left everything on the track'”. Crash.net.   Crash Media Group (2014年9月1日). 2015年7月20日閲覧。
59. ↑  “MotoGP Misano: Lorenzo: I expected to fight for a win”. Crash.net.   Crash Media Group (2014年9月15日). 2015年7月20日閲覧。
60. ↑  “MotoGP Aragon: Lorenzo victorious as rain causes chaos at Aragon”. Crash.net.   Crash Media Group (2014年9月28日). 2015年7月21日閲覧。
61. ↑  “MotoGP Japan: Lorenzo 'I never regret anything in life'”. Crash.net.   Crash Media Group (2014年10月12日). 2015年7月19日閲覧。
62. ↑  “Japanese MotoGP: Lorenzo wins Motegi, forces title showdown”. Crash.net.   Crash Media Group (2013年10月27日). 2015年7月29日閲覧。
63. ↑  “MotoGP Valencia: Lorenzo: I had to play my final card”. Crash.net.   Crash Media Group (2014年11月9日). 2015年7月21日閲覧。
64. ↑  “Final 2014 MotoGP Championship standings”. Crash.net.   Crash Media Group (2014年11月9日). 2015年7月27日閲覧。
65. ↑  “MotoGP Austin: Lorenzo: Fourth best I could do under circumstances”. Crash.net (Crash Media Group). (2015年4月13日) 2015年4月13日閲覧。
66. ↑  “Rossi wins in Argentina after clashing with Marquez”. MotoGP.com (Dorna Sports). (2015年4月19日) 2015年4月20日閲覧。
67. ↑  “MotoGP Jerez: Lorenzo: I am always able to come back”. (2015年5月3日) 2015年5月3日閲覧。
68. ↑  “Lorenzo vanquishes all in MotoGP”. MotoGP.com (Dorna Sports). (2015年5月17日) 2015年5月17日閲覧。
69. ↑  “Lorenzo delivers master class to make it three in a row”. MotoGP.com (Dorna Sports). (2015年5月31日) 2015年5月31日閲覧。
70. ↑  “Jorge Lorenzo beats Valentino Rossi”. BBC Sport (BBC). (2015年6月14日) 2015年6月14日閲覧。
71. ↑  “Lorenzo makes it four in a row as Marquez crashes”. MotoGP.com (Dorna Sports). (2015年6月14日) 2015年6月14日閲覧. "Rossi put in a tremendous effort in the second half of the race to try and deny Lorenzo a fourth straight win for the first time in his career, but he could not get within a second in the crucial final stages."
72. ↑  “MotoGP Assen: Lorenzo: We saved a difficult situation”. Crash.net (Crash Media Group). (2015年6月27日) 2015年6月29日閲覧。
73. ↑  “MotoGP Indianapolis - Race Results”. Crash.net.   Crash Media Group (2015年8月9日). 2015年8月31日閲覧。
74. ↑  “MotoGP Brno: Lorenzo wins, ties world championship lead”. Crash.net (Crash Media Group). (2015年8月16日) 2015年8月31日閲覧。
75. ↑  “MotoGP Silverstone: Rossi: 12 points to Lorenzo, but Marquez 'very far'”. Crash.net (Crash Media Group). (2015年8月31日) 2015年8月31日閲覧。
76. ↑  “MotoGP Misano: Lorenzo: Two mistakes, no regrets”. Crash.net (Crash Media Group). (2015年9月13日) 2015年9月14日閲覧。
77. ↑  “Lorenzo takes a bite out of Rossi's lead”. MotoGP.com (Dorna Sports). (2015年9月27日) 2015年9月27日閲覧。
78. ↑  “MotoGP Aragon: Faultless Lorenzo slashes Rossi's title lead”. Crash.net (Crash Media Group). (2015年9月27日) 2015年10月3日閲覧。
79. ↑  “Peerless Pedrosa takes his 50th GP victory at Motegi”. MotoGP.com (Dorna Sports). (2015年10月11日) 2015年10月11日閲覧. "Dani Pedrosa rides a superb race to take victory at the Motul Grand Prix of Japan while Rossi extends lead over Lorenzo to 18 points."
80. ↑  “Marc Marquez beats Jorge Lorenzo on last lap”. Autosport (Haymarket Publications). (2015年10月18日) 2015年10月18日閲覧。
81. ↑  “Pedrosa wins as Lorenzo cuts Rossi's lead to 7 points”. MotoGP.com (Dorna Sports). (2015年10月25日) 2015年10月25日閲覧。
82. ↑  “The journey to Lorenzo's fifth title”. MotoGP.com (Dorna Sports). (2015年11月8日) 2016年1月12日閲覧。
83. ↑  “MotoGP: Jorge Lorenzo beats Valentino Rossi to win third title”. BBC Sport (BBC). (2015年11月8日) 2016年5月18日閲覧。
84. ↑  Mitchell, Adam (2016年3月21日). “Michelin soft-tyre gamble key to Jorge Lorenzo's Qatar MotoGP win”.   Autosport. 2016年5月25日閲覧。
85. ↑  「復帰は良いニュース」ドルナCEO、ロレンソのワイルドカード参戦を歓迎 - motorsport.com 2020年3月7日
86. ↑  MotoGP：2020年はワイルドカード参戦が全クラス不可。ロレンソのヤマハ復帰戦は来季以降に - オートスポーツ・2020年5月15日
87. ↑  ヤマハ、3月のカタールテストでカル・クラッチローを起用。テストライダーで7年ぶりにヤマハ復帰 - as-web.jp 2021年2月16日
88. 1 2  http://www.motorcycle-usa.com/498/7205/Motorcycle-Article/Lorenzo-and-Nieto-Thrilled-at-Isle-of-Man.aspx
89. ↑  http://www.motogp.com/ja/news/2007/Lorenzo+marks+his+territory+at+Jerez
90. ↑  Rd.05　6月20日 イギリス - ヤマハ・モーター・レーシング
91. ↑  “Lorenzo vs. Rossi: Rivalry Escalates”. Motorcycle USA (Motorcycle-USA.com). (2010年10月8日) 2010年10月13日閲覧。
92. ↑  http://paddocktalk.com/news/html/modules.php?op=modload&name=News&file=article&sid=80228
93. ↑  http://www.motogp.com/ja/news/2012/Catalunya+Press+Conferecne
94. ↑  http://www.yamaha-motor.co.jp/profile/sports/race/riders/lorenzo/2010/003/
95. ↑  http://www.motogp.com/ja/news/2010/Tomizawa+ceremony+Motegi+0
96. ↑  http://www.gpone.com/index.php/en/component/content/article/1203-lorenzo-burro-e-martello.html
97. ↑  ロレンソがアンドラにモータースポーツミュージアムをオープン - RIDING SPORT・2016年12月7日
98. ↑  MotoGPトピックス：噂のロレンソミュージアムへ潜入。そこで垣間見たロレンソの隠れた表情 - オートスポーツ・2017年2月22日
99. ↑  “レッドブル、汚染を恐れ日本の食品は飲食禁止に”. オートスポーツweb. (2011年10月4日) 2011年10月6日閲覧。